# Індуковане божевілля
Індуковане божевілля, індукований психоз, індуковане марення, божевілля удвох (лат. inducere — наводити) — різновид психогенного захворювання, при якому маячні ідеї психічно хворої людини (індуктора) сприймаються іншою особою, котра раніше не страждала психічною хворобою. Індуковані особи зазвичай в житті тісно пов'язані з індуктором, можуть у всьому залежати від нього, звикли підкорятися його авторитету: вони відрізняються сугестивністю, в ряді випадків — невисоким інтелектом. Індуктори активні, владні, схильні до лідерства. Нерідко індуктор і індукований бувають родичами (наприклад, мати і дочка) або тривалий час проживають разом.
Замкнутий спосіб життя, нестача спілкування з оточенням, мовна, культурна або територіальна ізоляція полегшують індукування. Зміст маячних розладів частіше складають ідеї переслідування з боку сусідів, товаришів по службі, влади, терористичних груп, іноді ідеї отруєння та дії (особливо чаклунство). Рідше індукуються марення величі, релігійного характеру, еротичні марення та ін. Індукуватися можуть також обмани відчуттів (відчуття присмаку отрути в їжі, запаху газу, що надходить в приміщення, голоси з-за стіни та ін.)
Маячні висловлювання індуктора сприймаються індукованим некритично. Індукований може бути залучений у суспільно небезпечні дії, аж до вбивства, обумовлені маячнею індуктора. Маячні розлади в індукованого зникають, коли його ізолюють від індуктора; під впливом навколишніх осіб поступово формується критичне ставлення до колишніх маячних висловлювань. Цим індуковане божевілля відрізняється від рідкісних випадків конформного марення, за якого відзначається взаємне індукування двох хворих на параноїдну шизофренію; при поділі у кожного з них продовжує розвиватися власне маячення. Встановити, хто з них є індуктором, а хто індукованим, буває важко, оскільки вони можуть мінятися ролями. Інший механізм індукції (істерична сугестивність) лежить в основі масового божевілля, колективних галюцинацій, психічних епідемій, які були широко поширені в епоху середньовіччя.
Лікування передбачає ізоляцію індукованого від індуктора. У тих випадках, коли ізоляція може спровокувати тривогу, призначають транквілізатори.